# XVII округ Парижа
XVII округ Парижа (XVIIe arrondissement) — один з 20-ти адміністративних округів столиці Франції Парижа. В окрузі знаходиться 17 дипломатичних представництв країн світу. У розмовній французькій мові це називається le dix-septième (вимовляється [lə di sɛtjɛm]; "сімнадцятий").

## Географічне положення
Розташований на правому березі Сени на північному заході міста. На заході межує з Неї-сюр-Сен і Леваллуа-Перре, на півдні — з 16-м і 8-м округами, на сході — з 18-м округом, на півночі — з передмістями Кліші та Сент-Уан (Saint-Ouen). Він розділений на чотири адміністративні округи: Терн і Монсо в південно-західній частині, два райони вищого класу, які більш османівські за стилем; в центрі округу — район Батіньйоль, район, який переважно зайнятий молодими сім’ями чи парами, з помітним процесом джентрифікації; у північно-східній частині, район Епінетт, колишній промисловий район, який став житловим, переважно середнім класом, а також переживає менш просунутий процес джентрифікації.

## Населення
На час перепису населення 1999 року, на території округу площею в 566,95 га мешкало 160 860 жителів, тобто 28 374 особи / км².
| Рік перепису | кількість жителів | Щільність (осіб / км²) |
| ------------ | ----------------- | ---------------------- |
| 1954         | 231 987           | 40 922                 |
| 1962         | 227 687           | 40 164                 |
| 1968         | 210 299           | 37 096                 |
| 1975         | 186 293           | 32 862                 |
| 1982         | 169 513           | 29 902                 |
| 1990         | 161 935           | 28 565                 |
| 1999         | 161 138           | 28 375                 |

## Адміністрація
Адреса мерії округу: 16-20 rue des Batignolles
 75017 Paris

Мер округу з 11 липня 2017 р — член республіканської партії Жоффруа Буляр (Geoffroy Boulard) .

## Квартали
Адміністративний поділ:
- Терн (фр. Quartier des Ternes)
- Плен-де-Монсо (фр. Quartier de la Plaine-de-Monceaux)
- Батіньоль (фр. Quartier des Batignolles)
- Епінет (фр. Quartier des Épinettes)

## Навчальні заклади
- Ліцей Карно (Lycée Carnot)
- Ліцей Шапталя (Lycée Chaptal)
- Нормальна школа музики

## Охорона здоров'я
- Лікарня «Marmottan»

## Визначні місця
- Державний музей Жана-Жака Еннера

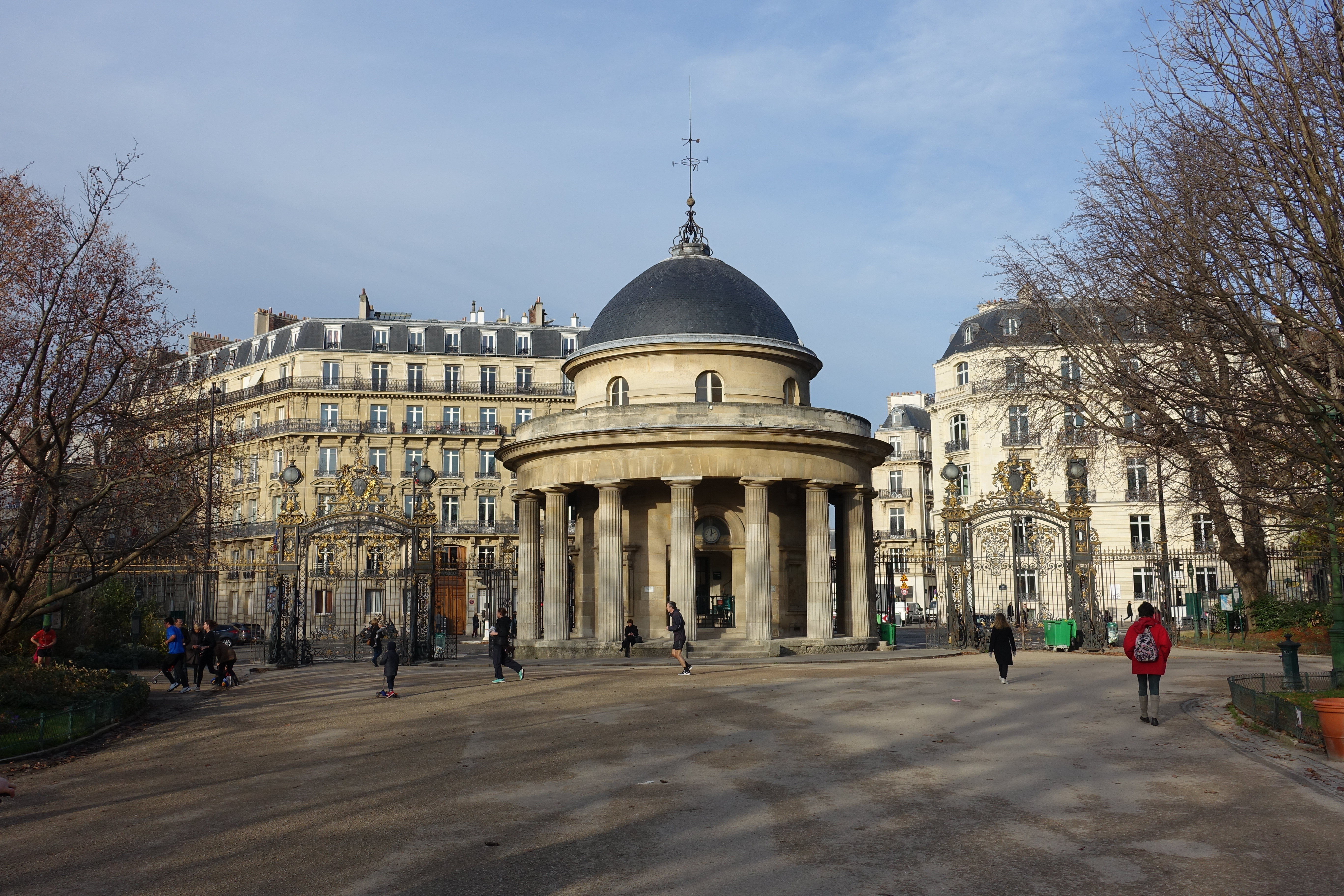
Вхід до парку Монсо

- Палац конгресів (Palais des Congrès)
- Парк Кліші-Батіньоль (Parc Clichy-Batignolles)
- Парк Монсо (Parc Monceau)
- Площа Кліші

## Спорт
- 4 стадіони
- 2 басейни
- 15 спортзалів
- 4 тенісних клубу з 18-ю кортами
- 2 спортмайданчики
- 1 булодром

## Транспорт
- RER: лінії А і С
- Метро: лінії 1, 2, 3, 6, 13 і 14.
- Автобуси: лінії 30, 31, 43, 53, 54, 66, 74, 84, 92, 93, 94, 173, PC1, PC3, Roissybus.